# Wenelin Chubenow
Wenelin Chubenow (bulgarisch Венелин Хубенов; * 19. April 1959 in Warna) ist ein ehemaliger bulgarischer Radrennfahrer und nationaler Meister im Radsport.

## Sportliche Laufbahn
Chubenow war Teilnehmer der Olympischen Sommerspiele 1980 in Moskau. Dort belegte er mit dem bulgarischen Vierer den 6. Platz im Mannschaftszeitfahren.
1981 gewann er die 3. Etappe der Internationalen Friedensfahrt, an der er sechsmal teilnahm. Seine beste Platzierung in der Rundfahrt war der 8. Platz im Gesamtklassement 1983. 1985 konnte er erneut eine Etappe gewinnen. Bei den Balkan-Meisterschaften 1981 gewann er das Straßenrennen.
Die bulgarische Meisterschaft im Straßenrennen gewann er 1981. 1983 wurde er Sieger der heimischen Bulgarien-Rundfahrt und gewann eine Etappe der Tour de Bretagne. Chubenow gehörte mehrere Jahre lang der Nationalmannschaft an und bestritt fast alle wichtigen Landesrundfahrten in Europa.

## Berufliches
Chubenow absolvierte eine Ausbildung zum Bauschlosser. Später war er als Offizier in der bulgarischen Armee tätig.